# Michael Harty (parlementslid)

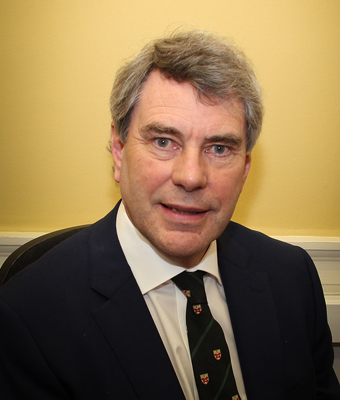
Michael Harty

Michael Harty (geboren 1952) is een Iers onafhankelijk politicus en Teachta Dála (parlementslid) namens het kiesdistrict Clare in de Dáil Éireann. Hij werd gekozen bij de Ierse parlementsverkiezingen 2016.
Harty is huisarts in Kilmihil, County Clare. Hij voerde campagne onder het banier "No Doctor No Village", een platform om de terugloop in (inkomen van) huisartsen op het platteland tegen te gaan.
In 2020 zocht hij geen herverkiezing en verliet de Dáil.